# The Other Side (singel)
The Other Side (pol. Inna strona) – pierwszy singel amerykańskiego piosenkarza Bruno Marsa, promujący minialbum "It’s Better If You Don’t Understand". Singel wspiął się na #99 pozycję w Billboard 200 i na #97 w UK Singles Chart. Gościnnie w piosence występują Cee Lo Green i B.o.B. Reżyserem teledysku jest Nick Bilardello i Cameron Duddy.